# Evangelický hřbitov v Bratřejově
Evangelický hřbitov v Bratřejově se nachází v obci Bratřejov na pozemku parc. č. 291/2 na okraji vesnice ve svahu poblíž silnice I/49. 
Původně luterský, nyní českobratrský hřbitov má rozlohu 905 m2 (bez pozemku s kapličkou-márnicí). Jeho vlastníkem je Farní sbor Českobratrské církve evangelické v Pozděchově. 
Hřbitov byl posvěcen byl 18. listopadu 1908 seniorem Gustavem Winklerem. Pozemek na hřbitov věnoval Jan Slováček; jeho manželka Vincencie se stala první pohřbenou osobou na hřbitově.